# Championnats d'Europe de taekwondo 2010
Navigation
Édition précédente Édition suivante
Les championnats d'Europe de taekwondo 2010 ont été organisés du 12 au 15 mai 2010 au Palais des sports Ioubileïny de Saint-Pétersbourg, en Russie. Il s'agissait de la dix-neuvième édition des championnats d'Europe de taekwondo.

## Podiums

### Hommes
| Catégorie             | Or                          | Argent            | Bronze                |
| --------------------- | --------------------------- | ----------------- | --------------------- |
| Poids Fin (–54 kg)    | Seïfoulla Magomedov         | Remzi Basakbugday | Moti Lugasi           |
| Poids Fin (–54 kg)    | Seïfoulla Magomedov         | Remzi Basakbugday | Sergej Kolb           |
| Poids mouche (–58 kg) | Joel González               | Alan Nogaev       | Stipe Jarloni         |
| Poids mouche (–58 kg) | Joel González               | Alan Nogaev       | Marios Tsourdinis     |
| Poids coq (–63 kg)    | Konstantinos Konstantinidis | Nikola Jovanović  | Vladislav Arventil    |
| Poids coq (–63 kg)    | Konstantinos Konstantinidis | Nikola Jovanović  | Cem Uluğnuyan         |
| Poids plume (–68 kg)  | Servet Tazegül              | Filip Grgic       | Dennis Bekkers        |
| Poids plume (–68 kg)  | Servet Tazegül              | Filip Grgic       | Vasily Nikitin        |
| Poids léger (–74 kg)  | Rıdvan Baygut               | Manuel Mark       | Mokdad Ounis          |
| Poids léger (–74 kg)  | Rıdvan Baygut               | Manuel Mark       | Elvin Mammadov        |
| Poids Welter (–80 kg) | Aaron Cook                  | Nikolaos Tzellos  | Mamédy Doucara        |
| Poids Welter (–80 kg) | Aaron Cook                  | Nikolaos Tzellos  | Łukasz Śmigaj         |
| Poids moyens (–87 kg) | Carlo Molfetta              | Augustin Bata     | Jon García Aguado     |
| Poids moyens (–87 kg) | Carlo Molfetta              | Augustin Bata     | Ivan Nikitin          |
| Poids lourds (+87 kg) | Tavakkül Bayramov           | Zakaria Asidah    | Mickaël Borot         |
| Poids lourds (+87 kg) | Tavakkül Bayramov           | Zakaria Asidah    | Alexandros Nikolaidis |

### Femmes
| Catégorie             | Or                     | Argent                  | Bronze                     |
| --------------------- | ---------------------- | ----------------------- | -------------------------- |
| Poids Fin (–46 kg)    | Rukiye Yıldırım        | Elaia Torrontegui Ronco | Yuliya Volkova             |
| Poids Fin (–46 kg)    | Rukiye Yıldırım        | Elaia Torrontegui Ronco | Sumeyye Karaahmet          |
| Poids mouche (–49 kg) | Lucija Zaninović       | Yasmina Aziez           | Kristina Kim               |
| Poids mouche (–49 kg) | Lucija Zaninović       | Yasmina Aziez           | Hanna Zajc                 |
| Poids coq (–53 kg)    | Floriane Liborio       | Jennifer Ågren          | Jade Jones                 |
| Poids coq (–53 kg)    | Floriane Liborio       | Jennifer Ågren          | Manuela Bezzola            |
| Poids plume (–57 kg)  | Bat-El Gatterer        | Yuliya Podolyan         | Deborah Louz               |
| Poids plume (–57 kg)  | Bat-El Gatterer        | Yuliya Podolyan         | Veronica Calabrese         |
| Poids léger (–62 kg)  | Haby Niare             | Margarita Michailidou   | Kristina Khafizova         |
| Poids léger (–62 kg)  | Haby Niare             | Margarita Michailidou   | Estefania Hernandez Garcia |
| Poids Welter (–67 kg) | Sarah Stevenson        | Nur Tatar               | Helena Fromm               |
| Poids Welter (–67 kg) | Sarah Stevenson        | Nur Tatar               | Marlene Harnois            |
| Poids moyens (–73 kg) | Anastasia Baryshnikova | Sandra Lorenzo Rodelas  | Nusa Rajher                |
| Poids moyens (–73 kg) | Anastasia Baryshnikova | Sandra Lorenzo Rodelas  | Gwladys Épangue            |
| Poids lourds (+73 kg) | Rosana Simon Alamo     | Anne-Caroline Graffe    | Iwona Kosiorek             |
| Poids lourds (+73 kg) | Rosana Simon Alamo     | Anne-Caroline Graffe    | Bianca Walkden             |

## Tableau des médailles
| Rang  | Nation      | Or | Argent | Bronze | Total |
| ----- | ----------- | -- | ------ | ------ | ----- |
| 1     | Turquie     | 3  | 2      | 1      | 6     |
| 2     | France      | 2  | 3      | 4      | 9     |
| 3     | Russie      | 2  | 1      | 4      | 7     |
| 4     | Espagne     | 2  | 1      | 2      | 5     |
| 5     | Royaume-Uni | 2  | 0      | 2      | 4     |
| 6     | Allemagne   | 1  | 1      | 4      | 6     |
| 7     | Croatie     | 1  | 1      | 1      | 3     |
| 8     | Azerbaïdjan | 1  | 0      | 1      | 2     |
| 8     | Italie      | 1  | 0      | 1      | 2     |
| 8     | Israël      | 1  | 0      | 1      | 2     |
| 11    | Grèce       | 0  | 2      | 2      | 4     |
| 12    | Ukraine     | 0  | 1      | 1      | 2     |
| 12    | Suède       | 0  | 1      | 1      | 2     |
| 14    | Autriche    | 0  | 1      | 0      | 1     |
| 14    | Danemark    | 0  | 1      | 0      | 1     |
| 14    | Serbie      | 0  | 1      | 0      | 1     |
| 17    | Pays-Bas    | 0  | 0      | 2      | 2     |
| 17    | Pologne     | 0  | 0      | 2      | 2     |
| 19    | Moldavie    | 0  | 0      | 1      | 1     |
| 19    | Slovénie    | 0  | 0      | 1      | 1     |
| 19    | Suisse      | 0  | 0      | 1      | 1     |
| Total | Total       | 16 | 16     | 32     | 64    |